# مركز الشويحطية
الشويحطية، قرية تقع في منطقة الجوف شمال السعودية، وتبعد 46 كم شمال غرب مدينة سكاكا، بها موقع أثري يعد أقدم مكان استوطنه الإنسان في شبه الجزيرة العربية، يضم 16 مستوطنة يصل عمرها إلى مليون وثلاثمائة ألف سنة قبل الميلاد، ويقع على بعد كيلو ونصف الكيلو إلى الجنوب الغربي منها.

## السكان
يقطن القرية حوالي 18 أسرة بعد أن هجرها أهلها منذ عشرات السنين وما زال البعض مستمراً بالإقامة فيها رغم عدم توافر مقومات الحياة هناك حيث يحصلون على احتياجاتهم اليومية من مدينة سكاكا أو من قرية زلوم التي تبعد 27 كم. كما تضم القرية مدرسة ابتدائية للبنين وأخرى للبنات فيما تفتقر للمدارس ذات الفصول العليا سواء كانت للبنين أو البنات، كما تضم القرية مستوصفاً صحياً يعمل على تقديم الخدمات الطبية اللازمة لمراجعيه.

## الموقع الأثري
تقع القرية الأثرية على بعد كيلو ونصف الكيلو جنوب غرب الشويحطية، وتشير أعمال المسح الأثري إلى أن الموقع يعد أقدم مكان استوطنه الإنسان في شبه الجزيرة العربية وتدل على ذلك الشواهد الأثرية التي تبين أن المنطقة مرت بفترة من الازدهار التاريخي منذ العصرين الآشوري والبابلي، اللذين يجيء فيهما بداية ذكر المنطقة في المصادر المدونة. يعد موقع الشويحطية أقدم موقع أثري استوطنه الإنسان في الجزيرة العربية، حيث يعود تاريخه إلى مليون وربع المليون سنة، وهي من الآثار التي تعود إلى العصر الباليوليشي. الموقع عبارة عن تجمع لأدوات حجرية منتشرة على ضفاف وادي الشويحطية، ومجموعة من المواقع الأثرية غير الظاهرة على سطح الأرض، وقد بيّنت الاكتشافات الأثرية أنها احتوت على مواقع لتصنيع الأدوات الحجرية التي استخدمت في توفير الماء والطعام وسبل العيش، وتوضح استقرار الإنسان في هذا المكان.،وقد قارنت الدراسة حفرية الموقع بالحفريات التي أُجريت في موقع أولد فاي جورج حيث أُكتشفت أنواع لأول مرة من الأدوات الحجرية عُرفت باسم الألدوان، كما عُملت مقارنة بين موجودات الشويحيطية مع الأدوات التي أُكتشفت في موقع كاديب باثيوبيا للتشابه الكبير بين الموقعين، مما يمكن القول بأن موقع الشويحيطية ينتمي إلى حقبة الألدوان بعمرٍ يتراوح ما بين 1,3-1,0 مليون سنة، كما أن الموقع مشابه لموقع العبيدية في وادي الأردن الذي تم معرفة عمره من خلال القياسات الإشعاعية حيث بلغ مليون سنة.

## وصلات خارجية
- فريق علمي ينقب في آثار أقدم موقع استيطان بشري بالجزيرة العربية